# Igreja de Santa Rita (Ermesinde)
A Igreja de Santa Rita, também referida como Igreja de Santa Rita da Mão Poderosa, Santuário de Santa Rita, Convento da Formiga e Igreja de Nossa Senhora do Bom Despacho da Mão Poderosa e de Santa Rita e Colégio de Ermesinde,  localiza-se na freguesia portuguesa de Ermesinde, Município de Valongo, no Distrito do Porto.
Começou a ser construída na segunda metade do século XVIII, tendo a primeira pedra sido colocada em 1749. É de estilo barroco.
Está ladeada por duas torres sineiras e o seu pórtico é rematado por um frontão triangular interrompido por um nicho barroco onde está colocada a imagem de São Pedro. No interior da Igreja, destaca-se a excelente talha dourada nas capelas laterais, no altar-mor e na estatuária religiosa. Tem presente no seu interior: Nossa Senhora de Fátima, S. João Paulo II, S. António de Lisboa, Sagrado Coração de Jesus, o padroeiro de Ermesinde S. Lourenço e uma relíquia de Santa Rita.
O Santuário de Santa Rita, em Ermesinde, é um dos santuários do Norte de Portugal mais visitados e alvo de peregrinação. Esta santa é alvo de grande devoção na cidade e também em todo o país.
A romaria de Santa Rita realiza-se no segundo Domingo de Junho. A imagem de Santa Rita localiza-se no interior da igreja do lado direito. O dia de Santa Rita celebra-se a 22 de Maio. Santa Rita é conhecida como a santa dos casos impossíveis.